# 뛰어들기
뛰어들기는 상대의 세력권에 단독으로 침입하는 수단이다. 갈라치기를 할 여유가 없을 경우, 상대 세력을 집으로 굳혀줄 수 없을 경우에 '수를 내기 위해' 한번의 착수로 결행한다.